# SUPERRACE CHAMPIONSHIP
SUPERRACE CHAMPIONSHIP（スーパーレース・チャンピオンシップ）は、主に韓国を中心とした東アジア地域で行われているモータースポーツの一カテゴリー。
韓国のCJグループが冠スポンサーに就いており、これまでCJオーショッピングやCJハロービジョン(旧CJハローモバイル)がタイトルスポンサーに着いていた。2016年以降より現在はCJ大韓通運がタイトルスポンサーに着いており、2024年からはCJ大韓通運の配送サービスブランド「O-NE(オーネ)」が大会正式名称に付けられ、『(開催年) O-NE SUPERRACE CHAMPIONSHIP』となっている。

## 概要

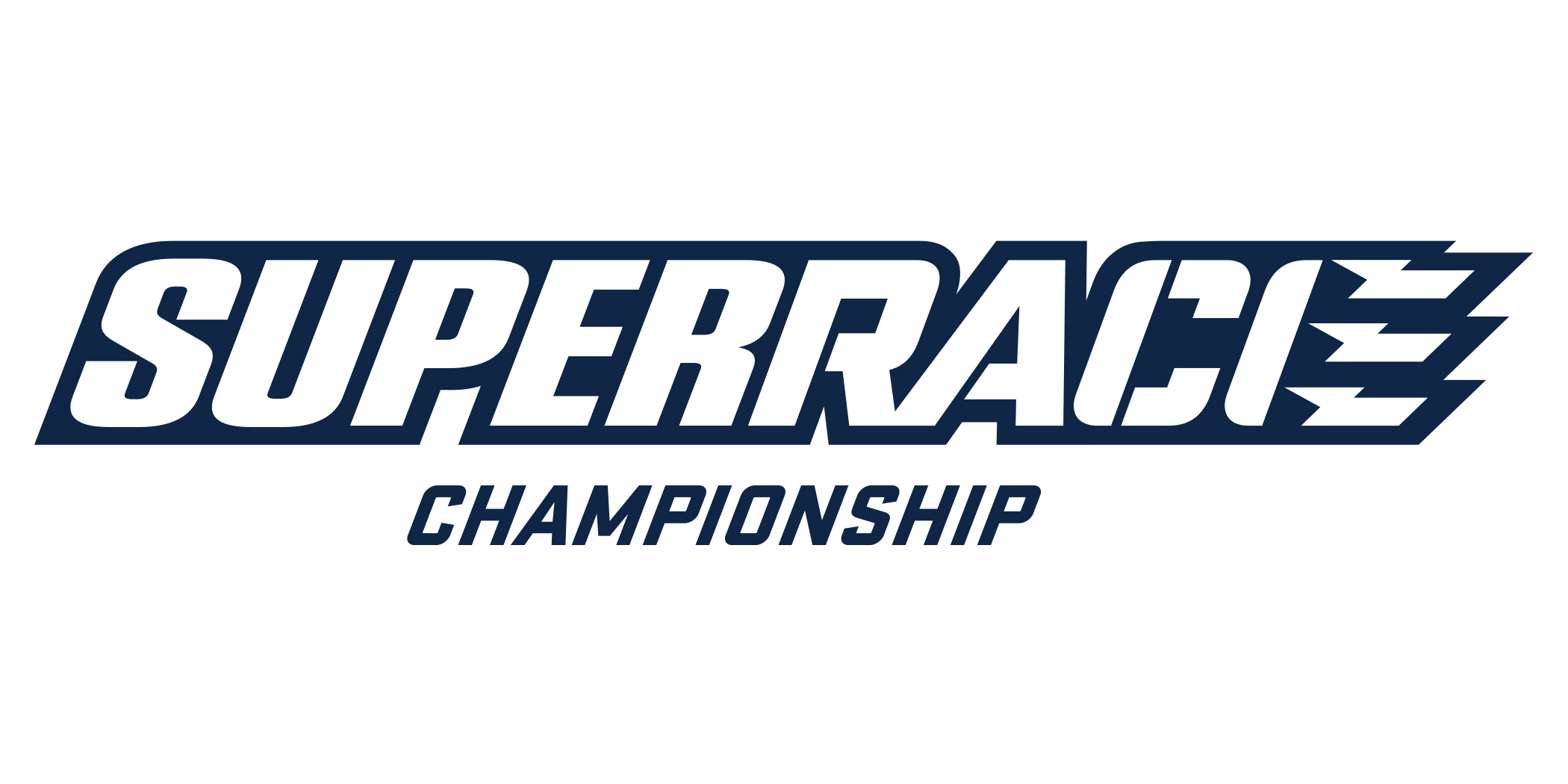

2006年に韓国GT選手権として発足。同年にはCJグループが冠スポンサーに就任し、翌2007年にCJ SUPER RACEの名称に改められた。2025年は全8戦で争われる。
韓国ではフォーミュラ・コリアが2007年に休止されて以降フォーミュラカーのレースシリーズが存在していないため、ツーリングカーレースではあるが、2021年現在は本シリーズが韓国の自動車レースにおけるトップカテゴリーである。
開催されるサーキットはインジェスピーディウム、韓国インターナショナルサーキット、AMGエバーランドスピードウェイの3箇所で、シーズンを通して各サーキットを転々とする。
また、夏に行われる大会はスーパー6000とGTクラスのみナイトレースが開催され、スーパー6000の優勝者は優勝トロフィーとは別に「夜の皇帝」という称号と専用のトロフィーを授与する。
韓国国外でも日本・中国などでシリーズ戦を度々開催している。日本での開催歴は以下のとおり。
- オートポリス - 2010年[3]、2014年[2]
- 鈴鹿サーキット - 2013年[4]
- 富士スピードウェイ - 2015年[5]、2016年[6]

番場琢、青木孝行、阪口良平、井出有治、柳田真孝など、日本人ドライバーも多く参戦している。

## クラスとマシン
レースは基本的に国際自動車連盟（FIA）のグループA規格準拠のグランドツーリングカーで争われる。2015年まではあくまでもFIAのグループA規定を参照したものに過ぎなかったが、2016年にFIAより当時のSUPER6000がインターナショナルシリーズとして公認を受け、現在に至る。
2025年は以下の8クラスで争われる。
各レースタイトルについては、その時々によりタイトルスポンサーが変更され名称変更されるため、ここでは2025年現在のタイトルと各メディア等で使用されるレースタイトルを記述する。

### 現在のクラス

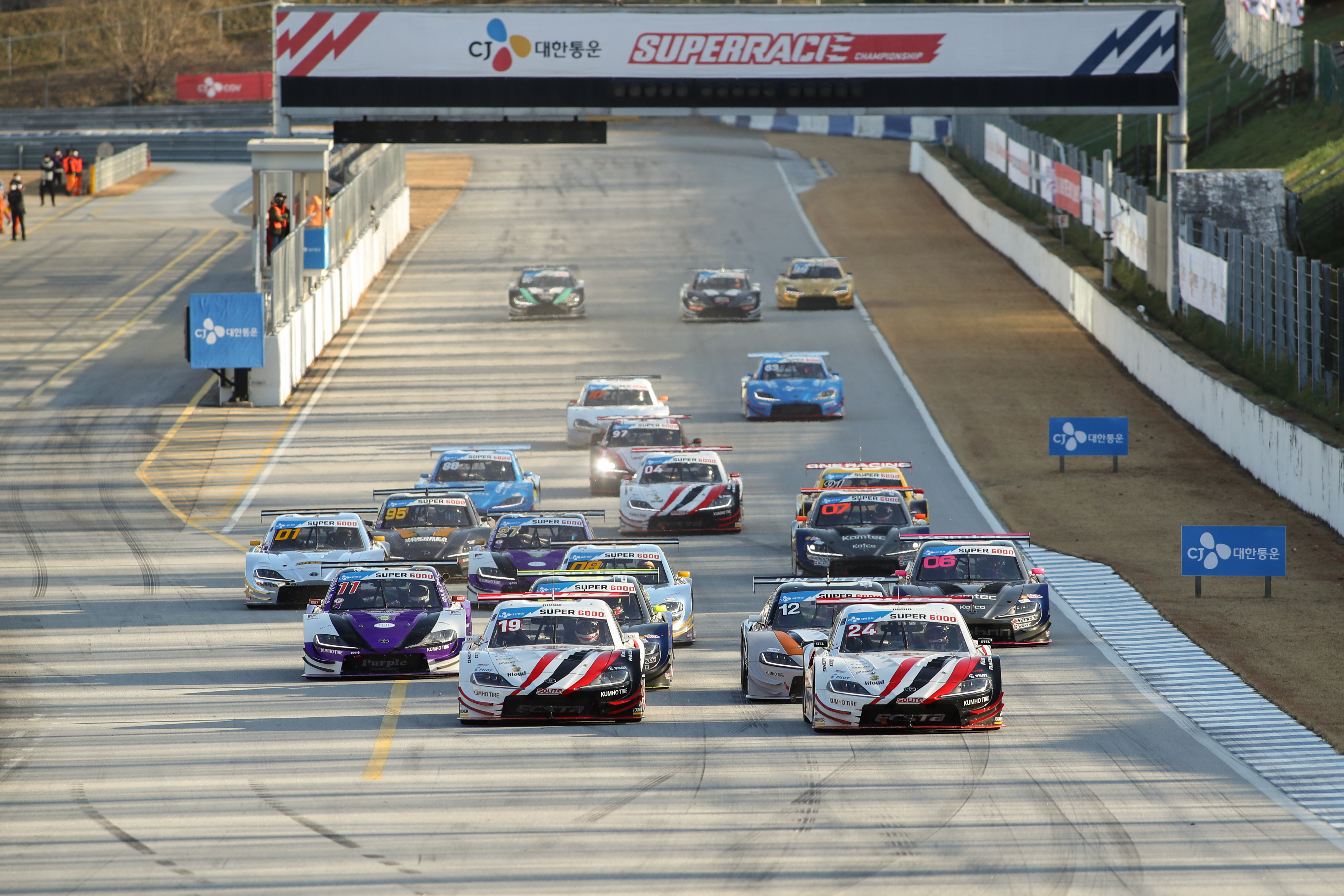
SUPER6000(2020年)

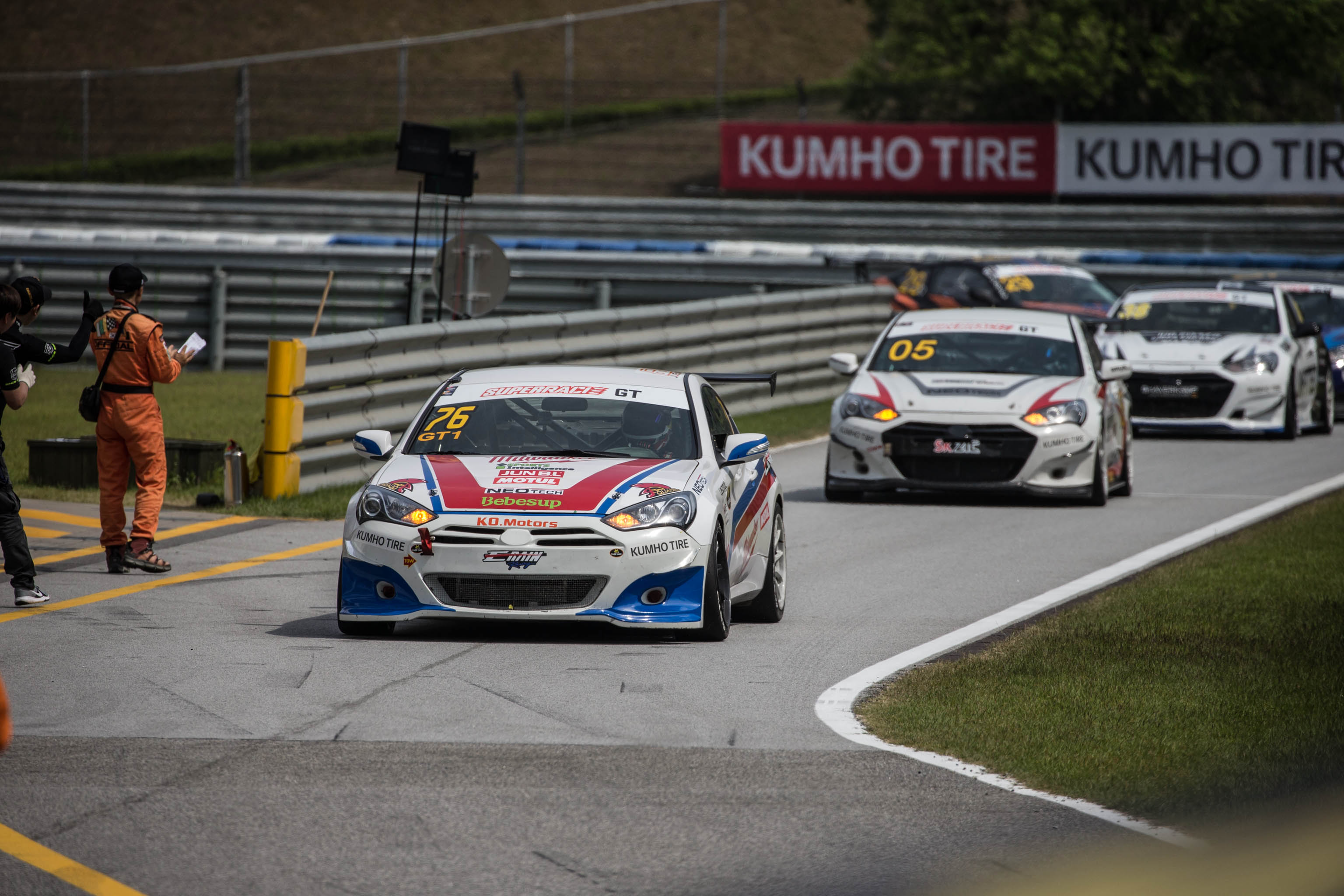
KUMHO GT(2020年)

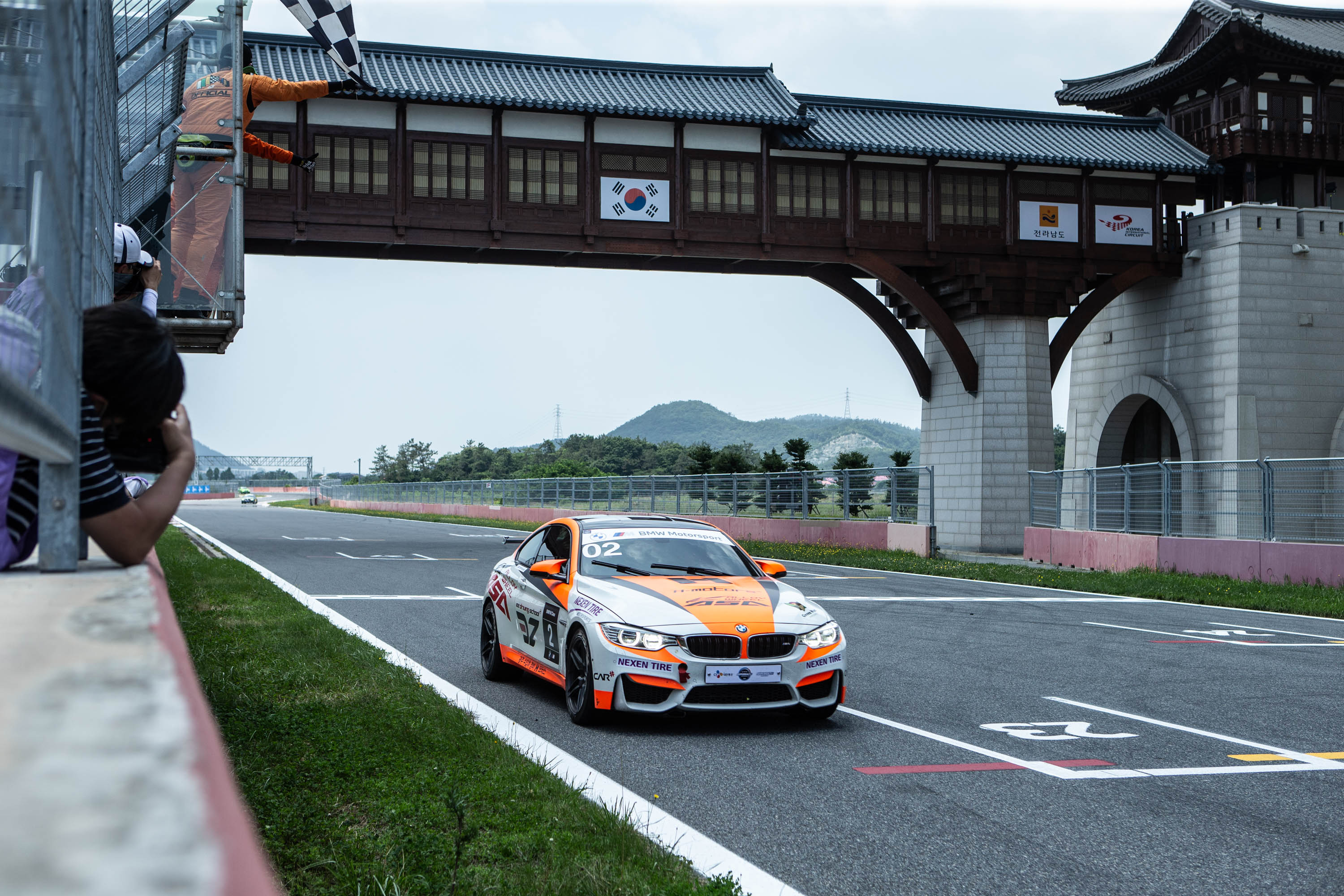
M challenge(2020年)

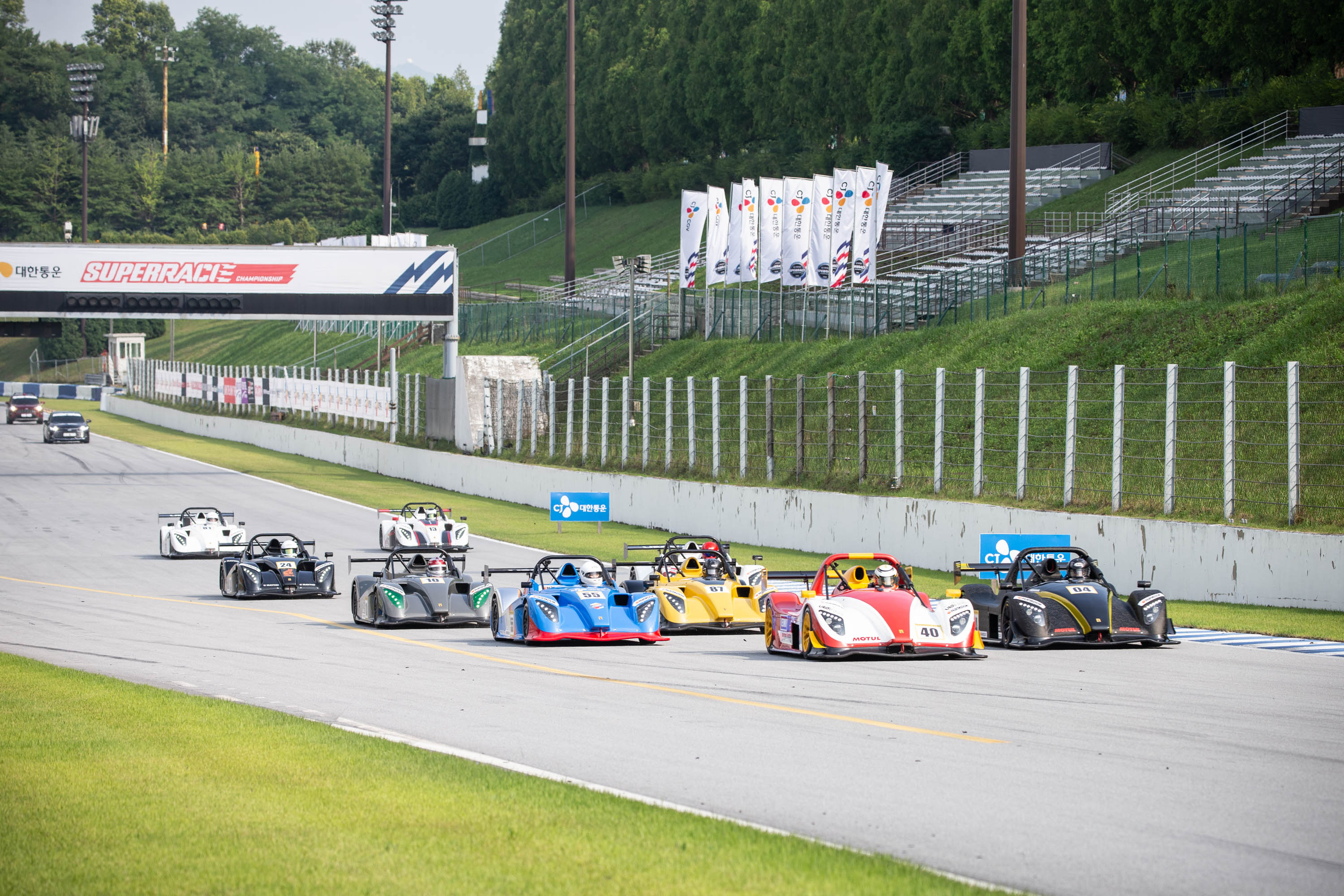
Radical Cup Korea(2020年)

Toyota Gazoo Racing 6000(SUPER6000)
本シリーズの最高峰クラス。460馬力のゼネラルモーターズ製の6.2L V型8気筒LS3エンジン、サデブ製6速シーケンシャル･トランスミッションを搭載したパイプフレームのカウルマシンで競われる。最低車重は1,270㎏と定められており、現在は順位とチャンピオンシップポイントランキングに応じたハンディキャップウェイトを搭載することがレギュレーションとして定められている。
2024年までは総走行距離が100km程のレースだったが、2025年シーズンより170kmに変更。これに伴い、１回以上の給油義務とチームによってはタイヤ交換のため、ピット作業をレース中に行うようになった。
SUPERRACE全体を通して国内外問わず指定タイヤメーカーがない唯一のクラスである。このため韓国国内にて各タイヤメーカーのワークスマシンが唯一混走するレースとなっている。かつては横浜ゴムもサプライヤーとして参加していた。
カウルモチーフはオウリムモータース・スピラ(2008年)、キャデラック・CTS(2009年～2011年)ヒュンダイ・ジェネシス(2012年～2015年)キャデラック・ATS-V(2016年 - 2019年)と変更されており、2020年以降はトヨタ・GRスープラをモチーフにしたものを起用。なお、GRスープラはSUPERRACE初の海外車両モチーフとしているが、これはキャデラックの2車種が韓国GMからの車両提供扱いで韓国国内の法律上国産車として登録されているためである。
2025シーズンよりトヨタコリア及びGRがタイトルスポンサーに就任。シリーズタイトルはToyota Gazoo Racing 6000となる。
2025シーズン参加タイヤサプライヤーはネクセン・クムホ・BFグッドリッチ
GT4(GT4)
　SRO-GT4車両を用いたレースで、2024年にGT2クラス廃止の代わりに追加された。世界中のレーシングカーを走らせるという触れ込みで企画されているが、規定では「4,000cc未満のV型8気筒エンジン車のみ」とされており、メルセデス AMG GT4のみが参加出来る。2024シーズン途中から特例枠としてGRスープラGT4も出場しており、今後も車種は増える予定とされている。
2024年まではGTの上位クラスとしてGTとの混走を行っていたが、2025シーズンよりスーパー6000の下位クラスとなり、スーパー6000との混走にて競われる。
ハンコックタイヤワンメイク
GTA(GTA)
かつてGTやGT1と呼ばれていたクラスで、2025シーズンよりGTAに呼称変更された。3800cc未満の自然吸気エンジンを搭載した後輪駆動車か、2000cc未満の過給機付きエンジンを搭載した前輪駆動車及び後輪駆動車の韓国内で手に入る市販車を改造し、下記のGTBクラスとの混走レースを行う。
改造範囲が限定されているとはいえ、かなり自由な改造を施すことが可能で、とくに外装に関しては純正状態のままのチームから市販のエアロパーツ、更にはGTAクラス専用にエアロパーツを作ってしまうチームまであるほどその幅は広い。
BOP調整によるパワー制限がかけられているため、ほぼイコールコンディションによるレースとなっている。また、ハンディキャップウェイト制度を採用しており、各クラス共に順位とチャンピオンシップポイントランキングによってウェイト加算される。かつては「2シーターの現行販売車両」という規定があったが、2021年の改定により規定を満たしてない車両も運営側の判断にて参加が可能となり、後半には「2000cc未満の過給器付き後輪駆動車」も参加可能となる。
2022年には「KARAが認めた韓国国内で購入可能な車種限定で、尚且つ同一メーカーの車両であればエンジン載せ替え等を行っても良い」と大幅な緩和措置に動いた。
韓国国内で購入可能なGTクラス規定ギリギリの3800cc未満･後輪駆動車両というのがジェネシスクーペのみだったため、かつては実質的なワンメイクレースとなっていたが、近年ではヴェロスターNやアバンテN、シボレー・マリブを使用するチームも増えている。一部コースではこうした前輪駆動車勢がジェネシスクーペをコーナーで追い詰めるといった事が増えてきており、車両の老朽化等も相まってジェネシスクーペから前輪駆動車へ乗り換えるチームも増えてきた。
また、緩和措置に対し日本からS15型シルビアやGRスープラSZを持ち込んだチームもいる。
2.0L以下の過給器付き前輪駆動で韓国国内で手に入る車両ならなんでも良いという規定の解釈から、2021年シーズンにはTCR車両のi30 N TCRを持ち込んだチームもいた。
ハンコックタイヤワンメイク
GTB(GTB)
先のGTAクラス新設に伴い、2025年より新設された下位クラス。ナンバー付き公道走行可能な2000cc以下の前輪駆動ターボ車で指定した改造のみを行えるワンメイククラス。2025年シーズンはアバンテN、ヴェロスターNのヒョンデNモデルが出走する。
ハンコックタイヤワンメイク
LiSTA M(M Challenge)
BMWのMシリーズを使用するレース。かつてはナンバー付きのM4(F82)使用したワンメイクレースだったが、2024年より3.0Lの直列6気筒エンジンを搭載し、公道走行不可能なMシリーズの車種ならなんでも参加可能となった。
主な車種はM2クーペとM4(F82)で、稀にM3セダンも参戦している。
パワーアップを伴う改造を禁止し、尚且つBoPでの調整はあるとはいえ、370馬力〜460馬力までの車両で競われる。コースによってはトップスピードがSUPER6000を上回ることも珍しくない。
ネクセンタイヤワンメイク
알핀(ALPINE)
ナンバー付き公道走行可能なアルピーヌ・A110を使用したワンメイクレース。プロアマ級のワンメイクレースとして企画されている。
ハンコックタイヤワンメイク
라디칼 컵 코리아(Radical cup Korea)
ラディカル・SR1とラディカル・SR3を使用したレース。それぞれでクラス分けがされているため実質ワンメイクレースである。セッティング等は自由だが、純正採用されているスズキ製4気筒エンジンには手を付けない。最小重量はドライバーを合わせて580kg以上という規定がある。
ハンコックタイヤワンメイク
PRIUS PHEV cup(PRIUS PHEV cup)
　キャデラックCT4クラスに代わる新たなアマチュアクラスとして新設された。韓国初のPHEV車によるレース。
　トヨタコリアでレース用の改造を施し、スーパーレースから供給を受ける5代目プリウスPHEVを用いたワンメイクレースを行う。タイヤはブリジストンワンメイクで、日本からポテンザRE71-RSをレース用タイヤとして輸入、使用する。

### 過去に存在したクラス

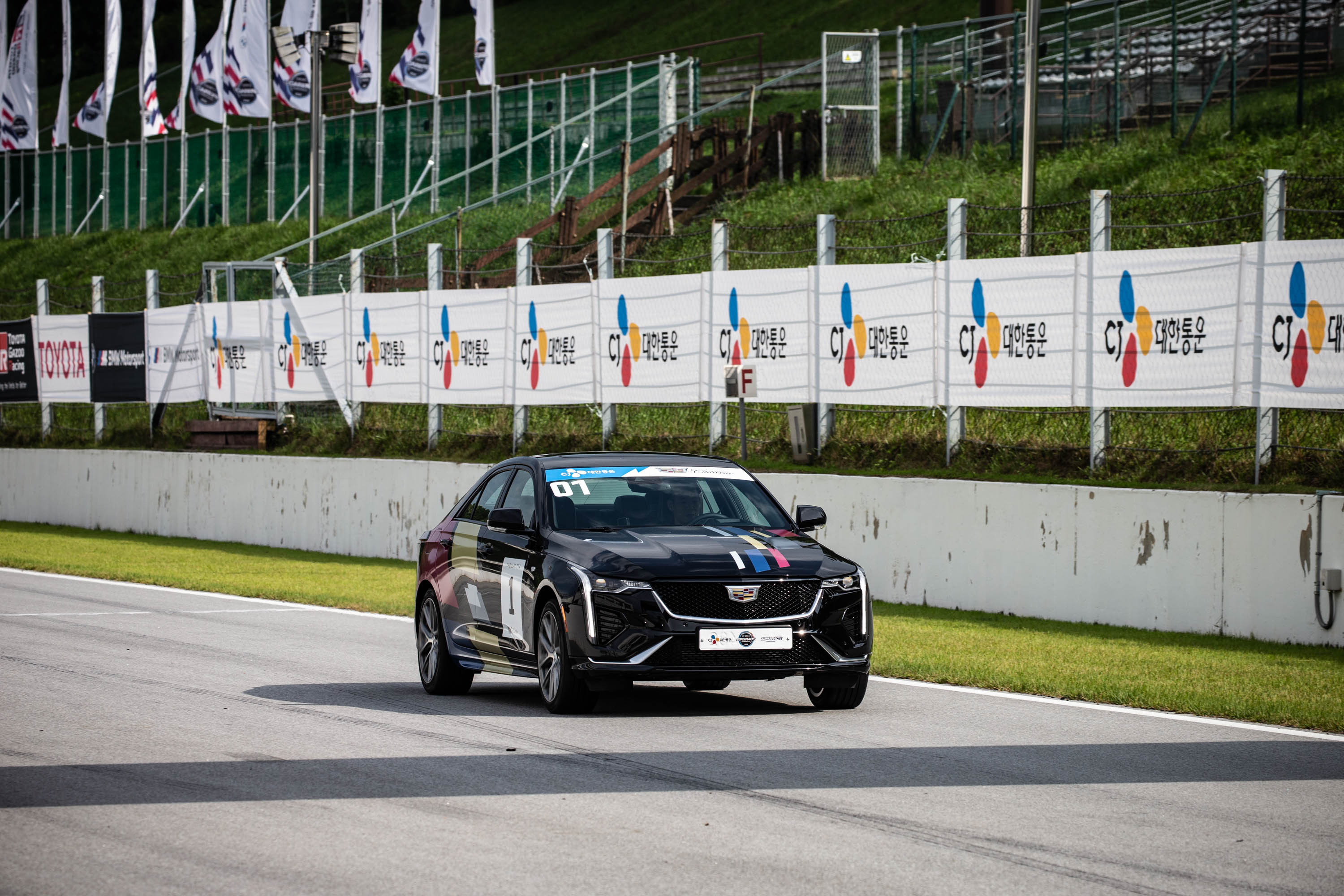
CADILLAC CT4 Class

Hyundai Avante Cup
2017年・2018年まで開催されていたヒュンダイ・アバンテのワンメイクレース。後に独立リーグとなり現在のHyundai N Festivalとなる。
Mini challenge Korea
2019年にヒュンダイアバンテカップと代わる形で開催された、グローバルMINI60周年記念大会。JCWクラス/クーパーSクラス/レディースクラスの3つのクラスで争われる。使用する車両はJCWクラスがジョンクーパーワークス(F56)、クーパーSクラスとレディースクラスがクーパーS(F56)を使用する。無改造が条件ながら、上記の2車種を所有するものなら誰でも参加可能だった。
캐딜락CT4(Cadillac CT4)
2021年と2022年に開催されたキャデラック・CT4を使用したレース。ナンバーの付いたキャデラック・CT4を使用。Mチャレンジ同様にドライバーの安全性を考慮した改造のみが有効とされているが、項目は全て指定されているためワンメイクレースとなる。また、規定ライセンスがSUPERRACEの中で最も低いアマチュアクラスという扱いである。指定タイヤメーカーとしてネクセンタイヤが採用されていた。
Asian Drifting Cup
2018年に開催されたドリフト大会。Korea Drift Leagueやフォーミュラ・ドリフトで優秀な成績だった選手、KARA(大韓カーレース教会)が選出した選手を招待して開催。日本からも川畑真人・藤野秀之が招待され、それぞれ日産・180SXを使用した。その後大会としては独立したが、現在もサポートレースやパフォーマンスショーとして不定期ながらSUPER RACE Championship内で開催している。
ECSTA V720 CRUZE
ECSTA V720 ACCENT
2014年 - 2016年間で行われたシボレー・クルーズとヒュンダイ・アクセント(ディーゼル仕様)を用いたワンメイクレース。タイトルスポンサーにある通り、タイヤもセミスリックのクムホ･ECSTA V720のワンメイクである。
e-SUPERRACE
レーシングシミュレータであるアセットコルサ(PC版)を使用し、満16歳以上が参加可能のオンラインeモータースポーツイベント。2022年シーズンよりGR86を使用する。2021年まではSUPER6000仕様のトヨタ・GRスープラを使用していた。
韓国国内だけではなく世界各地のサーキットコースを舞台に行われる。
元々は2020年のCOVID-19によるSUPERRACE開催自粛に伴い、韓国で活躍するeスポーツ選手とSUPERRACEで活躍する選手で戦うというエキシビションマッチとしてiRacingを使用し開催したものだが、その後すぐにシリーズの1つとしてカテゴリーに組み込まれ現在に至る。2021年よりマニュファクチャラーシリーズが発足。本家SUPERRACEにて活動しているワークスチームやレースチーム、さらに韓国国内で活動しているeスポーツチームの参加が認められた。
GT2
1600cc未満の過給機付きエンジンを搭載した前輪駆動車を使用するGT1クラスの下位クラス。参加者不足で消滅した。主な車両はアバンテNラインやヴェロスターだが、稀にキア・シードやような車両も参戦していた。
2024年シーズンではTC1600と名を変え、サポートレースとして不定期に行われていた。